# Кистаев, Иван Васильевич
Иван Васильевич Кистаев (1916—1968) — капитан Советской Армии, участник Великой Отечественной войны, Герой Советского Союза (1945).

## Биография
Иван Кистаев родился 16 февраля 1916 года в деревне Полчаниновка. В 1928 году он окончил пять классов школы-семилетки, в 1935 году — курсы ветеринаров, после чего работал ветсанитаром в колхозе. В 1937 году Кистаев был призван на службу в Рабоче-крестьянскую Красную Армию. В 1941 году он ускоренным курсом окончил курсы младших лейтенантов. С октября того же года — на фронтах Великой Отечественной войны. Принимал участие в боях на Западном, Воронежском, Юго-Западном и 1-м Белорусском фронтах, дважды был тяжело ранен. К августу 1944 года гвардии старший лейтенант Иван Кистаев командовал 48-й отдельной разведротой 47-й гвардейской стрелковой дивизии. Отличился во время освобождения Польши.
Вечером 23 августа 1944 года отряд разведчиков, в который входила группа, возглавляемая Кистаевым, перешла линию фронта и атаковала немецкий гарнизон в селе Вильчковице Гурне. В том бою группа Кистаева уничтожила около 150 немецких солдат и офицеров. Утром 26 августа у села Козенице разведчики атаковали позиции семи батарей артиллерии противника, уничтожив около 180 солдат и офицеров и 15 артиллерийских орудий. В том бою Кистаев лично уничтожил 15 солдат противника. В дальнейшем, атакуя подходящие по дороге Рычивул-Козенице к фронту подкрепления немецких войск, группа уничтожила 15 автомашин, 20 подвод, более 100 вражеских солдат и офицеров. Кистаев лично уничтожил 5 автомашин и 19 немецких солдат. Во второй половине дня 26 августа 1944 года отряд попал в окружение, но Кистаев, подняв своих бойцов в атаку, прорвал его и вышел к своим.
Указом Президиума Верховного Совета СССР от 24 марта 1945 года гвардии старший лейтенант Иван Кистаев был удостоен высокого звания Героя Советского Союза с вручением ордена Ленина и медали «Золотая Звезда» за номером 5169.
В 1946 году в звании капитана Кистаев был уволен в запас. Проживал в Саратове. Умер 25 февраля 1968 года.
Был также награждён орденами Красного Знамени, Отечественной войны 1-й степени, двумя орденами Красной Звезды, рядом медалей.

## Комментарии
1. ↑  Деревня Полчаниновка, входившая в Петровский уезд Саратовской губернии, упразднена решением Пензенского облисполкома от 27.06.1984[1]; ныне — территория Лопатинского района Пензенской области.